# Cumbre Vieja
Cumbre Vieja (španska izgovarjava: [ˈkumbɾe ˈβjexa]; pomeni 'stari vrh') je aktivni vulkanski greben na otoku La Palma na Kanarskih otokih v Španiji. Hrbtenica Cumbre Vieja se vije približno v smeri sever-jug in obsega južno polovico otoka La Palma, z vrhom in boki, posutimi z desetinami kraterjev in stožcev. Zadnji izbruh se je začel 19. septembra 2021 v gozdnatem območju kraja Las Manchas, znanega kot Cabeza de Vaca. Obsežni tokovi lave so hitro dosegli naseljena območja navzdol, se pahljačasto razširili po naseljih in nasadih banan, uničili na tisoče stavb in se na koncu zlili čez strme pečine v ocean, da bi povečali otok na več lokacijah. Vulkan je 13. decembra 2021 utihnil, 25. decembra 2021 pa je lokalna vlada razglasila, da je izbruha konec.
Cumbre Vieja je v 20. stoletju izbruhnil dvakrat, leta 1949 (Volcán San Juan) in leta 1971 (Volcán Teneguía).

## Vulkanska zgodovina
La Palma je vulkanski oceanski otok, ki leži na Afriški plošči in je trenutno – skupaj z otokom Tenerife – eden najbolj vulkansko aktivnih Kanarskih otokov. Od približno 125.000 let nazaj so bili vsi subaerial izbruhi na La Palmi povezani z Cumbre Vieja, z izbruhi, ki segajo čez celoten 25 kilometrov dolg greben. Raziskave podmornic kažejo, da se Cumbre Vieja nadaljuje južno od Punta de Fuencaliente ('Točka vročega vira'), vendar še niso opazili nobene vulkanske dejavnosti, povezane s podmorskim podaljškom. Zgodovinski izbruhi na Cumbre Vieji so se zgodili v letih 1470, 1585, 1646, 1677, 1712, 1949, 1971 in 2021.
Podrobno geološko kartiranje kaže, da sta se porazdelitev in orientacija odprtin in dovodnih nasipov znotraj vulkana premaknila iz sistema trojnih razpok (značilnega za večino vulkanskih oceanskih otokov) v eno samo razpoko sever-jug. Domneva se, da je ta strukturna reorganizacija odgovor na razvijajoče se vzorce napetosti, povezane z razvojem možnega ločljivega preloma pod zahodnim bokom vulkana. Siebert (1984) je pokazal, da so takšne napake posledica vdora vzporednih in subparalelnih dajkov v razpoko. To povzroči, da boki postanejo prestrmi in to neizogibno povzroči, da struktura vulkana postane nestabilna do te mere, da lahko pride do katastrofalne napake. Ni dokazov onkraj njegovega površinskega izraza, da se odsek razpoke iz leta 1949 razteza v smeri sever–jug, niti da obstaja razvijajoča se ločljiva ploskev. Raziskave še potekajo.

### 1949 izbruh
Edino sočasno poročilo o izbruhu je leta 1950 objavil eden od znanstvenikov – Juan Bonelli-Rubio, ki je bil izbruhu priča iz prve roke in zabeležil podrobnosti različnih pojavov, ki so se zgodili med izbruhom. Vsi drugi objavljeni zapisi temeljijo na opazovanjih Bonelli-Rubio. Naslednje poročilo o izbruhu je bila skupna publikacija Ortiza in Bonelli-Rubia, objavljena leta 1951. To je v veliki meri temeljilo na opazovanjih Bonelli-Rubio in tudi na analizi različnih pojavov, povezanih z izbruhom. Oba računa sta objavljena v španščini.
Izbruh se je začel 24. junija 1949, na praznik svetega Janeza, zato je v španskih besedilih izbruh označen kot la erupción del Nambroque o San Juan, kar v prevodu pomeni Izbruh vulkana Nambroque sv. Janeza. Med izbruhom leta 1949 je bila eruptivna aktivnost v treh odprtinah – Duraznero, Llano del Banco in Hoyo Negro – blaga, strombolijska aktivnost se je pojavila v odprtini Duraznero. Lava je izbruhnila iz odprtin Llano del Banco, medtem ko so se v odprtini Hoyo Negro pojavile le blage freatomagmatske emisije. Nato je 30. julija – zadnji dan eruptivne dejavnosti – izbruhnila lava v razpoki in odprtini Duraznero. Med izbruhom 1. in 2. julija sta se zgodila tudi dva močna potresa z ocenjeno jakostjo VIII stopnje po modificirani Mercallijevi lestvici, epicenter je bil po izračunih v bližini Jedeya. Po potresih je bil ugotovljen prelom, ki je bil dolg približno kilometer in pol. Sledljiv je bil do odprtin Hoyo Negro in Duraznero, kar je v skupni dolžini približno dva kilometra in pol ali približno 1/10 izpostavljene dolžine Cumbre Vieja, deli zahodne polovice grebena Cumbre Vieja pa so se očitno premaknili 1 meter vstran in 2 metra navzdol proti Atlantskemu oceanu. Šele v bližini odprtin Duraznero in Hoyo Negro je navpični premik dosegel približno 4 metre. Od leta 2009 je zlom še vedno viden in ima še vedno enake dimenzije kot leta 1949.

### Izbruh 1971
Izbruh leta 1971 se je zgodil na južnem koncu Cumbre Vieje pri izlivu Teneguía. Izbruh je bil v glavnem v strombolskega tipa. Izbruhnila je tudi lava. Potresna aktivnost se je zgodila pred in med izbruhom leta 1971, vendar ni bila v obsegu, povezanem z izbruhom leta 1949. Preostale toplotne emisije se nadaljujejo.

### Izbruh 2021
Potresni roj se je začel pod Cumbre Vieja 11. septembra 2021. Počasi se je preselil na površje, s potresi do okoli 5 po Richterjevi lestvici in več kot 25.000 zabeleženimi v presledku 10 dni. 19. septembra ob 15:15 po lokalnem času (14:15 UTC) je vulkan začel bruhati v Cabeza de Vaca v gorovju Montaña Rajada, v predelu Las Manchas v občini El Paso. Izdano je bilo rumeno opozorilo, ki je zajelo 35.000 ljudi v občinah Los Llanos de Aridane, Fuencaliente, El Paso in Villa de Mazo,  kasneje pa se je zaradi izbruha dvignilo na najvišjo stopnjo - rdeče. Z območja je bilo skupno evakuiranih okoli 7000 ljudi. Izbruh se je ustavil 13. decembra 2021 in je bil razglašen za konec 25. decembra 2021.